# ウォルター・サヴィッチ
ウォルター・サヴィッチ（英:Walter Savitch）は、計算複雑性理論におけるNL（非決定性対数領域）クラスを生み出したこと、NSPACEとDSPACEの関係を定義したサヴィッチの定理で知られている。その複雑性クラスに関する業績は、非決定性推論や確率的推論の基礎を形成する助けとなった。
理論計算機科学の研究の傍らで、C/C++、Java、Adaといったプログラミング言語の教科書も書いている。また、自然言語処理や計算言語学の分野にも業績を残している。その後、10年以上にわたって遺伝学や生物学へのコンピュータの利用（バイオインフォマティクス）の研究に注力してきた。
サヴィッチは1969年、カリフォルニア大学バークレー校で数学の博士号を取得した。その後すぐにカリフォルニア大学サンディエゴ校（UCSD）の教授となり、現在も同大学計算機科学科の教授である。